# Стара Нова Вас
Стара Нова Вас (словен. Stara Nova vas) — поселення в общині Крижевці, Помурський регіон, Словенія. Висота над рівнем моря: 188,9 м.